# HD 105686
HD 105686，又名CD-34 7956，SAO 203183、HR 4628，是一颗恒星，视星等为6.17，位于銀經293.36，銀緯27.4，其B1900.0坐标为赤經12h 4m 52.5s，赤緯-34° 27.4′ 53″。